# Sterrhochaeta lamia
Sterrhochaeta lamia là một loài bướm đêm trong họ Geometridae.